# Línea 45 (San Juan)
La línea 45 es una línea de colectivos urbanos del aglomerado del Gran San Juan en la provincia de San Juan, que recorre gran parte de dicha aglomeración, por los departamentos Rawson, Pocito y Capital, comunicándolos con el área central de la ciudad de San Juan. 
Sus unidades están administradas actualmente por la empresa privada, Mayo S.R.L..

## Recorrido
Ida: Terminal de ómnibus - Estados Unidos - Santa Fe - Avenida Rioja - Avenida Libertador General San Martín- General Acha - San Luis - Mendoza - Estado de Israel - Avenida España - República del Líbano - Triunvirato - Cenobia Bustos - Lemos - Ortega - Avenida España - Agustín Gómez (Calle 5) - Gobernador Rojas - Independencia - Avenida España - Calle 6 y Avenida España
Vuelta: Avenida España y Calle 6 - Avenida España - Independencia - Gobernador Rojas - Agustín Gómez (Calle 5) - Gobernador España - Doctor Ortega - Lemos - Cenobia Bustos - Triunvirato - República del Líbano - Gobernador España - Estado de Israel - Mendoza - Cisneros - Catamarca - Cano - General Acha - Mitre - Avenida Rawson - Gral. Paz - Estados Unidos - Terminal de ómnibus